# Vidra (gmina)
Vidra – gmina w Rumunii, w okręgu Vrancea. Obejmuje miejscowości Burca, Irești, Ruget, Scafari, Șerbești, Tichiriș, Vidra, Viișoara i Voloșcani. W 2011 roku liczyła 6295 mieszkańców.